# Średniogórze Niemieckie
Średniogórze Niemieckie (niem. Deutsche Mittelgebirgsschwelle) lub Średniogórze Środkowoeuropejskie (Mitteleuropäische Mittelgebirgsschwelle) – wyżynno-górski obszar stanowiący część Hercynidów, dominujący w krajobrazie środkowych i południowych Niemiec. W najszerszym jego zrozumieniu obejmuje ponad połowę obszaru tego państwa, a także znaczący obszar Czech, Luksemburga i Belgii oraz w mniejszym stopniu Austrii, Francji, Szwajcarii i Polski.

## Obszar
Obszar Średniogórza jest różnie definiowany przez geografów. W niniejszym artykule zostaną przedstawione dwa modele, jeden używany w Niemczech zgodnie z regionalizacją Federalnego Centrum Badań Regionalnych i Planowania Regionalnego (Bundesforschungsanstalt für Landeskunde und Raumordnung, BfLR) z uwzględnieniem modyfikacji Urzędu Ochrony Środowiska (niem. Bundesamt für Naturschutz, BfN) oraz drugi, zaproponowany przez Jerzego Kondrackiego w 1997 roku i odzwierciedlający polskie spojrzenie na geografię Niemiec. Ponadto, czasami terminu używa się wyłącznie w odniesieniu do terytorium Niemiec.
Współcześnie w Niemczech wydziela się Wogezy, Nizinę Górnoreńską i Basen Szwabsko-Frankoński (określany też jako Średniogórze, Wyżyny lub Progi Południowoniemieckie) od Średniogórza właściwego, które w regionalizacji Urzędu Ochrony Środowiska (BfN) dzieli się na część wschodnią (Masyw Czeski, Niecka Turyńska i Średniogórze Turyńsko-Frankońskie) oraz zachodnią (Reńskie Góry Łupkowe, Pogórze Hesko-Dolnosaksońskie, Harz). Przy uwzględnieniu geologicznie powiązanych terenów w sąsiednich krajach, do Średniogórza Zachodniego doliczyć można Ardeny, a do Średniogórza Wschodniego obszar Masywu Czeskiego na terenie Czech, Austrii i Polski (Sudety z pogórzem).
Dodatkowo, na terenie Niemiec znajduje się fragment Wyżyny Lotaryńskiej, będącej wschodnią granicą Basenu Paryskiego, jednak w geografii Niemiec dla uproszczenia jest on często wliczany w skład Średniogórza Południowego bądź Zachodniego.
Jerzy Kondracki wzorując się na uniwersalnej klasyfikacji dziesiętnej Międzynarodowej Federacji Dokumentacji, a za nim wielu geografów polskich, zalicza Średniogórze Niemieckie do Pozaalpejskiej Europy Środkowej, wliczając w jego skład całe Średniogórze Zachodnie z Ardenami, Basen Szwabsko-Frankoński, Nizinę Górnoreńską, Wogezy. Średnigórze Turyńsko-Frankońskie (określane jako Las Turyńsko-Frankoński) i Nieckę Turyńską, ale wyłączając Masyw Czeski. Powoduje to olbrzymie różnice w obu podejściach, potęgowane różnicami w kategoryzacji poszczególnych jednostek.

## Geografia
Dominują krajobrazy wyżyn i gór niskich poprzedzielane głębokimi dolinami oraz płaskimi równinami, nieckami, rowami tektonicznymi i kotlinami. Jedynie w kilku miejscach wysokości przekraczają 1000 m n.p.m., a górną granicę lasu osiągają tylko najwyższe partie Masywu Czeskiego, Wogezów i Schwarzwaldu – obszarów nie zawsze wliczanych do Średniogórza. Mimo silnego zurbanizowania wielu regionów jest to obszar o dużej lesistości, szczególnie w miejscach o ukształtowaniu terenu trudnym dla upraw, bądź pograniczy między krajami i regionami historyczno-etnograficznymi.
Ponieważ terytorium Średniogórza jest różnie definiowane, różne szczyty można uznać za najwyższe. W najszerszym rozumieniu terenu zgodnie z BfLR, najwyższa będzie położona na granicy Czech i Polski Śnieżka (1603 m n.p.m.) w Karkonoszach. Jeśli uwzględnić tylko terytorium Niemiec, będzie to Großer Arber (1456 m n.p.m.) w Krainie Szumawskiej (Lesie Bawarskim). Według klasyfikacji Jerzego Kondrackiego uwzględniającej Basen Szwabsko-Frankoński, miano to powędruje do najwyższego szczytu Schwarzwaldu, Feldbergu (1493 m n.p.m.). Najwyższym szczytem wchodzącym w skład wszystkich ujęć średniogórza jest Brocken (1142 m n.p.m.), będący równocześnie kulminacją Harzu i całego Średniogórza Zachodniego. Jednakże wysokości bezwzględne większości szczytów na terenie Średniogórza nie przekraczają 1000 m n.p.m.
Obszar Średniogórza stanowi kontynentalny dział wód między zlewiskami Morza Czarnego (Dunaj), Morza Północnego (Łaba, Moza, Ren, Wezera) i Bałtyckiego (Odra). Wszystkie przepływają, bądź mają źródło w tym regionie. Innymi głównymi rzekami są Soława, Men, Neckar, Mozela, Wełtawa, Berounka.
Średniogórze jest terenem w dużym stopniu zurbanizowanym z gęstą i dobrze utrzymaną infrastrukturą. Mimo tego w regionach silnie zalesionych i pogranicznych można znaleźć obszary słabiej zaludnione. Największymi miastami znajdującymi się w jego szeroko pojętym obszarze są Praga, Frankfurt nad Menem, Norymberga, Stuttgart, Strasbourg, a częściowo nachodzi konurbacja Zagłębia Ruhry i Kolonii.
Liczne złoża kopalin, w szczególności węgla i rud metali, doprowadziły do rozwoju górnictwa.
Jest to obszar intensywnych upraw rolnych, w tym winorośli, chmielu, zbóż.

## Podział fizycznogeograficzny
Uwaga: zestawienie przedstawia najszerszy możliwy obszar Średniogórza i przedstawia zarówno podział stosowany przez instytucje niemieckie oraz polskich geografów. Podział na część zachodnią, wschodnią i południową przyjęto za BfN.

### Średniogórze Zachodnie

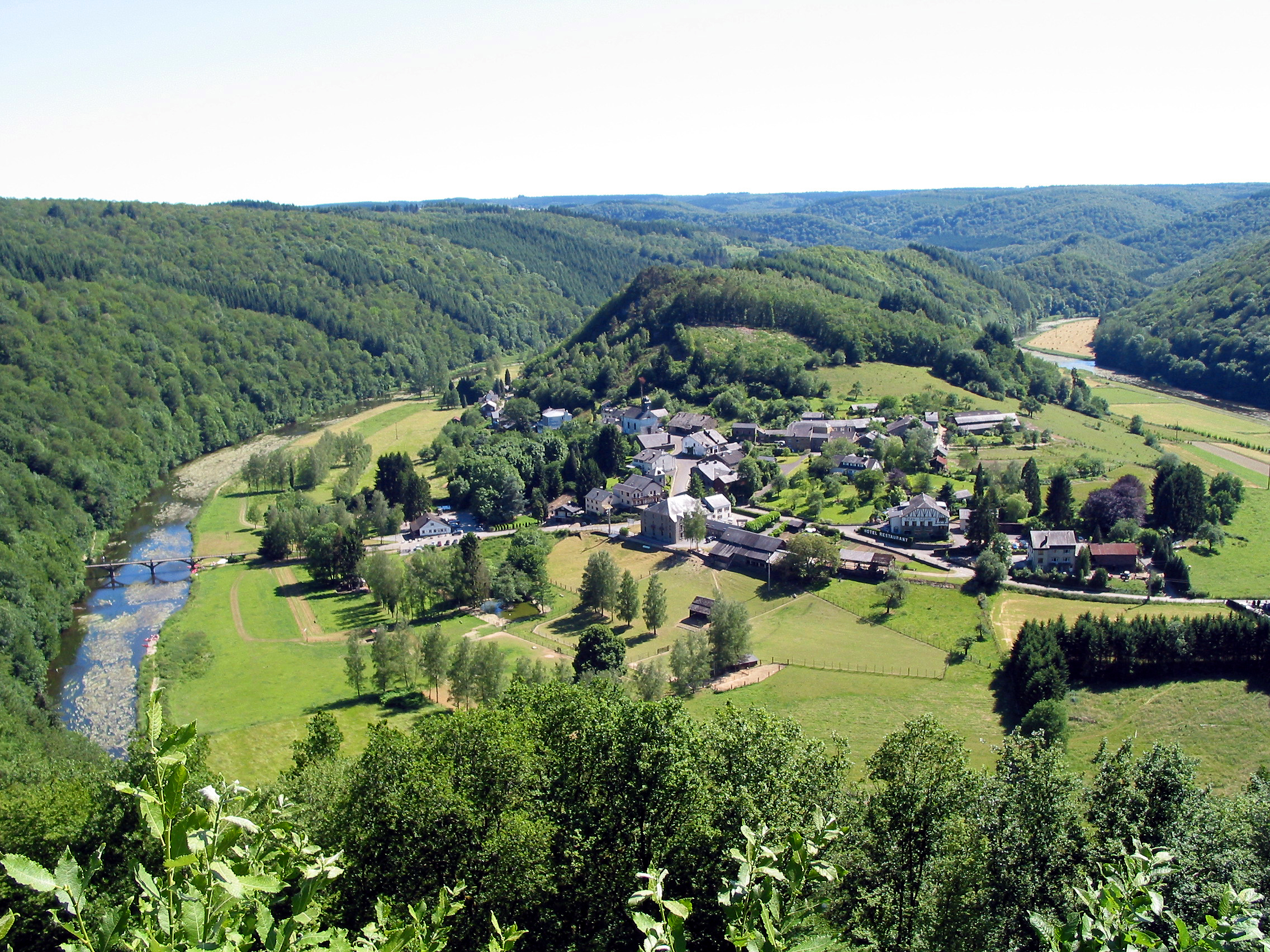
Dolina Semois w belgijskich Ardenach

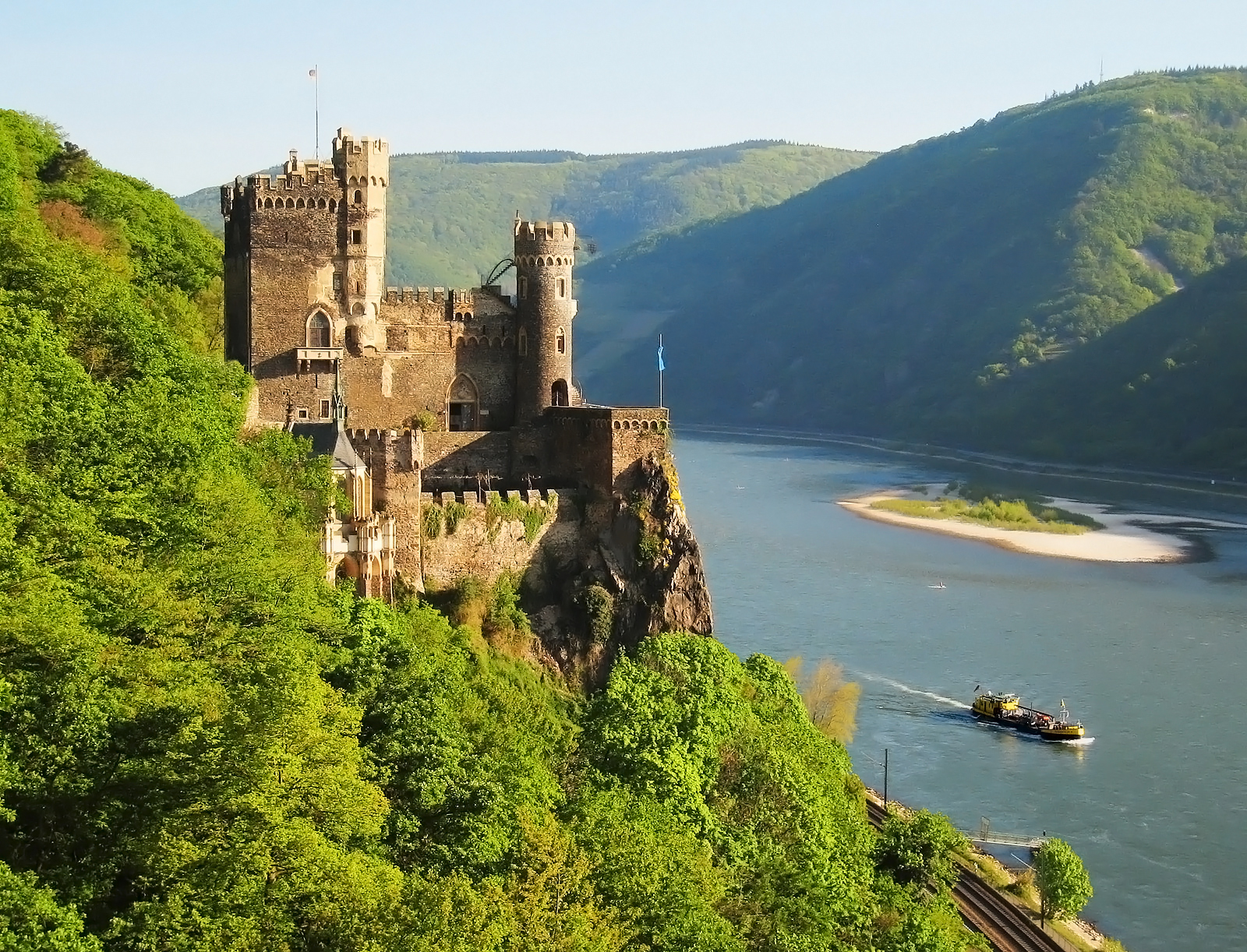
Zamek Rheinstein górujący nad przełomową Doliną Środkowego Renu

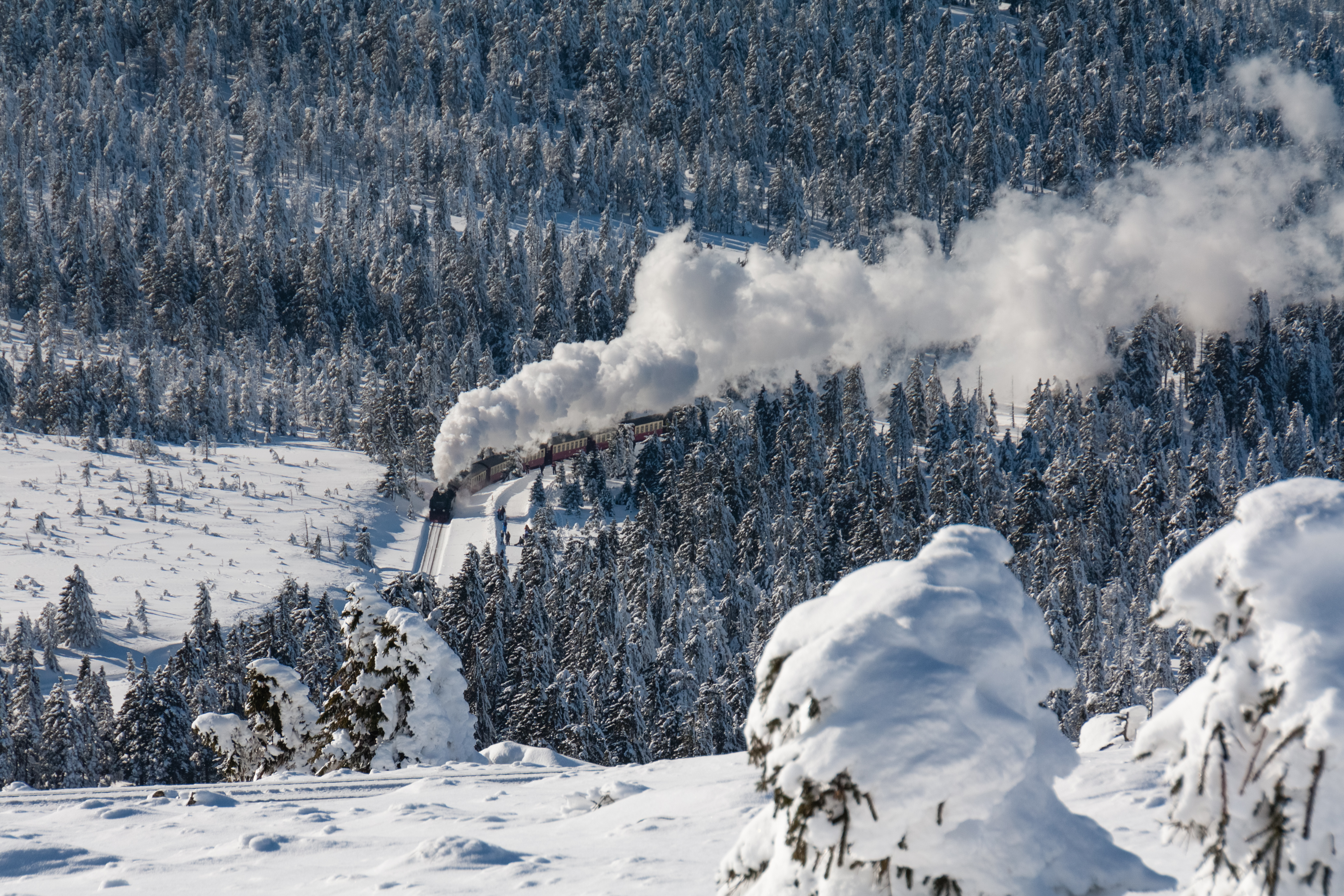
Zabytkowa kolej parowa wjeżdżająca na szczyt Brocken w górach Harz

Reńskie Góry Łupkowe (w klasyfikacji J. Kondrackiego oznaczone numerem 322) – rozległy masyw niskich gór zrębowych rozciągający się na terenie Niemiec, Belgii, Luksemburga i Francji, stanowiący najbardziej na zachód wysuniętą podprowincję Średniogórza.
Ardeny (fr. Ardenne) – zalesiona wyżyna obejmująca południową część Belgii, północną Luksemburga oraz przygraniczne tereny Francji. Jej centralna część ma charakter gór niskich, a najwyższy szczyt Signal de Botrange (694 m n.p.m.) jest jednocześnie największym wzniesieniem Belgii. Przez Jerzego Kondrackiego traktowana jako odrębna podprowincja (321), jednakże stanowią one geologiczną i geomorfologiczną całość z górami Eifel.
Eifel – kontynuacja Ardenów po stronie niemieckiej. Najwyższy szczyt, Hohe Acht, osiąga 747 m n.p.m. Najcenniejsza część została objęta ochroną jako park narodowy.
Hunsrück – pasmo górskie położone w całości w niemieckich landach Nadrenia-Palatynat i Kraj Saary. Najwyższy szczyt (Erbeskopf, 816 m n.p.m.) jest jednocześnie najwyższym wzniesieniem Reńskich Gór Łupkowych na zachód od Renu, a najcenniejszą część objęto w 2015 roku parkiem narodowym.
Taunus – przedłużenie gór Hünsruck na wschód od Renu, od północy zamykające Nizinę Górnoreńską i aglomerację Frankfurtu nad Menem. Obszar znany z uzdrowisk. Najwyższy szczyt, Großer Feldberg (881 m n.p.m.) jest jednocześnie najwyższym wzniesieniem Reńskich Gór Łupkowych.
Westerwald – znajduje się na północ od Taunusu, będąc przedłużeniem gór Eifel na wschód od Renu. Wysokości bezwzględne przekraczają 600 m n.p.m., a zachodni skraj stanowi Siedmiogórze.
Pogórze Süder (niem. Süderbergland) – makroregion na północnym wschodzie Reńskich Gór Łupkowych składający się z kilku różnych charakterem obszarów, z których najwyższym są góry Rothaar ze szczytem Langenberg osiągającym 843 m n.p.m., będącym jednocześnie najwyższym wzniesieniem Nadrenii Północnej-Westfalii. Na jej skraju rozwinęło się Zagłębie Ruhry.
Dolina Środkowego Renu (niem. Mittelrheingebiet) – słynąca z zamków i wpisana na listę światowego dziedzictwa przełomowa dolina rzeki Ren dzieląca Reńskie Góry Łupkowe na wschodnią i zachodnią część.
Dolina Mozeli (niem. Moseltal) – głęboka dolina rzeczna słynąca z produkcji win, oddzielająca góry Eifel od Hunsrücku.
Dolina Lahn i Niecka Limburska (niem. Gießen-Koblenzer Lahntal und Limburger Becken) – oddzielają góry Taunus od Westerwaldu.
Pogórze Hesko-Dolnosaksońskie (niem. Niedersächsisch-Hessisches Bergland)
Pogórze Wezerskie (niem. Weserbergland, 324) – określany także jako Pogórze Dolnosaksońskie obszar wyżynny na który składają się trzy makroregiony: Dolne Pogórze Wezerskie (Unteres Weserbergland), Górne Pogórze Wezerskie (Oberes Weserbergland) i Pogórze Wezery-Leine (Weser-Leine Bergland). W składzie tej ostatniej znajdują się też podobnie nazwane Góry Wezerskie (Wesergebirge), jednak w literaturze polskiej to określenie może odnosić się też do całego pogórza.
Pogórze Heskie (niem. Hessisches Bergland, 323) – wyżyna, na którą składają się makroregiony Zachodniej i Wschodniej Wyżyny Heskiej. Najwyższą częścią jest znajdujący się na pograniczu Hesji, Bawarii i Turyngii Rhön przekraczający 900 m n.p.m., a na terenie Kellerwaldu powołano park narodowy.
Harz (325) – masyw górski na pograniczu Dolnej Saksonii, Saksonii-Anhalt i Turyngii, który jako jedyny w średniogórzu zachodnim przekracza 1000 m n.p.m. z kulminacją na szczycie Brocken (1141 m n.p.m.). Jeden z najpopularniejszych kierunków turystycznych w Niemczech, a najcenniejsza przyrodniczo część jest chroniona przez park narodowy.

### Średniogórze Wschodnie

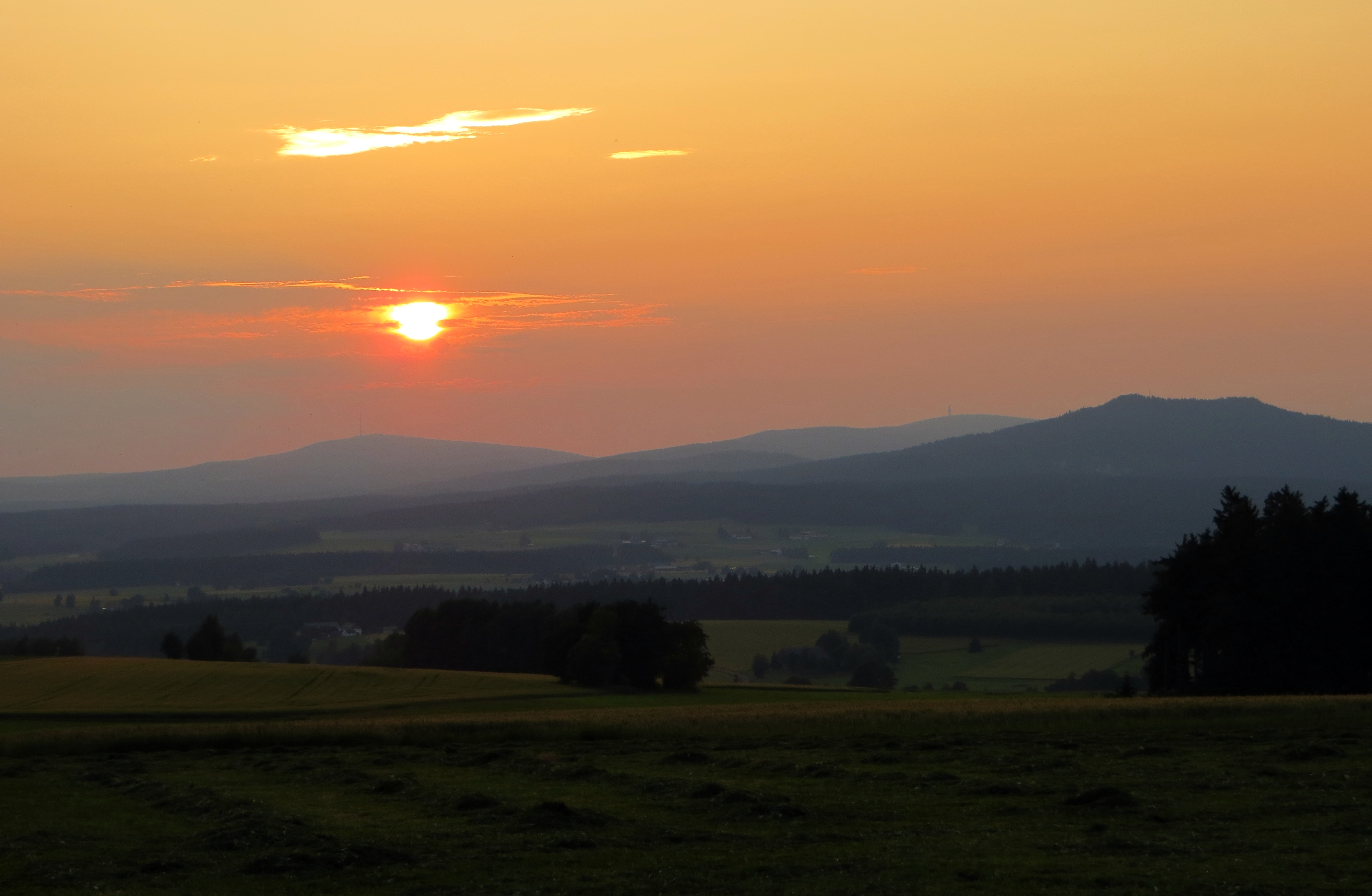
Widok na Smreczany

Średniogórze Turyńsko-Frankońskie (niem. Thüringisch-Fränkisches Mittelgebirge, 327) – określane też jako Las Turyńsko-Frankoński, stanowi zachodnie przedłużenie Masywu Czeskiego na pograniczu Bawarii, Turyngii, Saksonii i Czech.
Las Turyński (niem. Thüringer Wald, 327.1) – masyw górski na południe od Niecki Turyńskiej, stanowiący granicę między dialektami turyńskimi i frankońskimi języka niemieckiego. Najwyższy szczyt Großer Beerberg osiąga 983 m n.p.m.
Turyńsko-Frankońskie Góry Łupkowe (niem. Thüringisch-Fränkisches Schiefergebirge) – położone na wschód od Lasu Turyńskiego pasmo górskie będące zalesionym płaskowyżem porozcinanym szerokimi dolinami. Przebiega przez nie granica Turyngii i Bawarii. Wschodnia część jest znana jako Las Frankoński (niem. Frankenwald).
Smreczany (niem. Fichtelgebirge, cz. Smrčiny, 327.3) – przekraczające 1000 m n.p.m. góry w których swoje źródła mają Ochrza, Men, Naab i Soława, znajdujące się w Bawarii i w niewielkim stopniu w Czechach.
Vogtland (cz. Fojtsko) – wyżyna na pograniczu Saksonii, Turyngii, Bawarii i Czech.
Niecka Turyńska (niem. Thüringer Becken, 326) – obejmujące większość Turyngii obniżenie w środkowych Niemczech. Granica z Pogórzem Heskim jest różnie definiowana w literaturze. Na jej skraju powołano Park Narodowy Hainich, którego najcenniejszą część wpisano na listę światowego dziedzictwa UNESCO.
Masyw Czeski (cz. Česká vysočina, niem. Böhmische Masse, w Austrii Granit- und Gneishochland, 33)

W ujęciu stosowanym przez geografów polskich i czeskich nie wchodzi on w skład Średniogórza, natomiast w ujęciu niemieckim stanowi główny trzon Średniogórza Wschodniego.
Sudety (cz. Krkonošsko-jesenická subprovincie, niem. Sudeten, 332) – podzielony między Polskę, Niemcy i Czechy najwyższy masyw górski Republiki Czeskiej, Śląska jak i całego Średniogórza, z kulminacją na szczycie Śnieżki (1603 m n.p.m.). Na ich obszarze powołano trzy parki narodowe.
Rudawy (cz. Krušné hory, niem. Erzgebirge, 331) – góry oddzielające Czechy od Saksonii z kulminacją na Klinovcu (1244 m n.p.m.). W ich wschodniej części znajdują się, niekiedy z nich wydzielane, Góry Połabskie (cz. Děčínská vrchovina, niem. Elbsandsteingebirge) znane z formacji skalnych i chronione transgranicznym parkiem narodowym. Od średniowiecza ważny obszar górnictwa, którego zabytki wpisano na listę światowego dziedzictwa UNESCO.
Kraina Szumawska (cz. Šumavská subprovincie, niem. Böhmerwald und Oberpfälzerwald, 334) – traktowane wspólnie i różnie nazywane góry i pogórza w Bawarii, Czechach i Austrii. Jeden z największych kompleksów leśnych w Europie Środkowej i jednocześnie najsłabiej zaludniony obszar Średniogórza. Transgraniczny park narodowy jest jednym z rozleglejszych obszarów chronionych tego typu w Europie.
Płyta Czeska (cz. Česká tabule, 333) – obszar równinno-wyżynny obejmujący tereny na północ od Pragi.
Wyżyna Berounki (cz. Poberounská subprovincie, 335) – obszar obejmujący południe historycznych Czech odwadniany przez Wełtawę i Berounkę. Na północnym skraju znajduje się stolica Czech, Praga.
Wyżyna Czesko-Morawska (cz. Česko-moravská soustava, 336) – Obejmuje wschód historycznych Czech i zachód Moraw, a częściowo obszar na północy Dolnej Austrii znany jako Waldviertel. Na granicy państw powołano transgraniczny park narodowy, zaś na północ od Brna znajduje się znany obszar krasowy.

### Średniogórze Południowoniemieckie

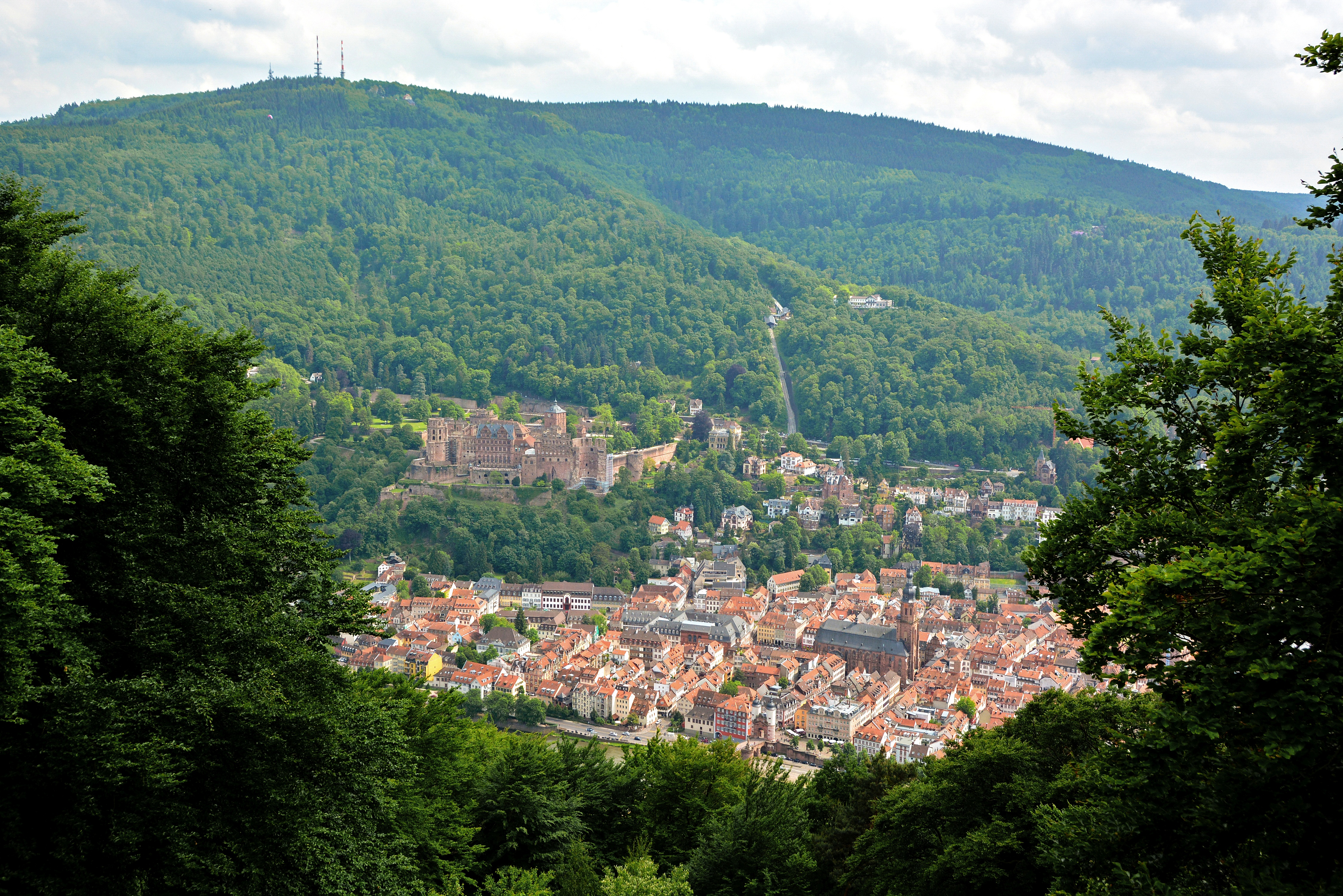
Widok na Königstuhl i Heidelberg w Odenwaldzie

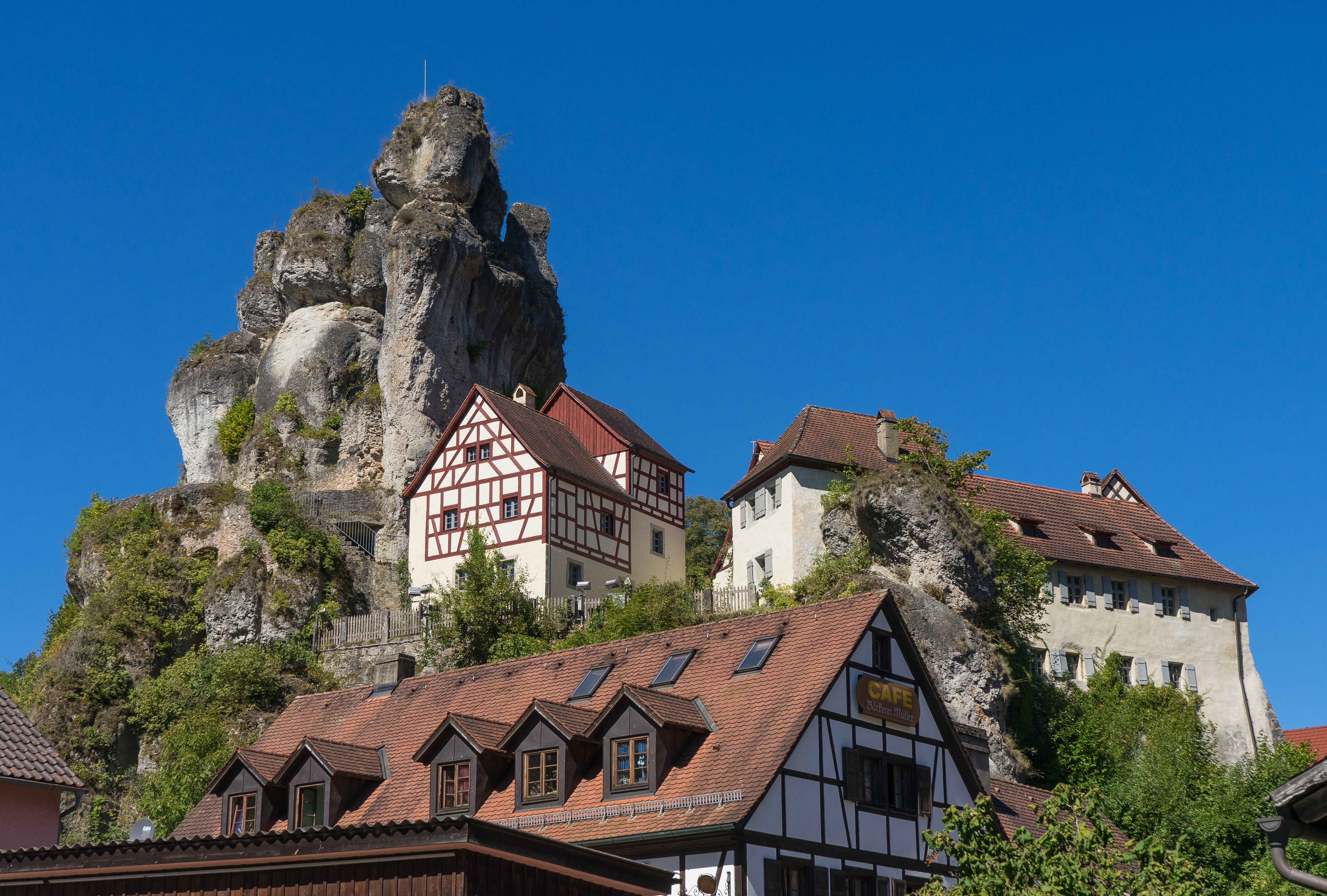
Wieś Tüchersfeld w Szwajcarii Frankońskiej – najsłynniejszej części Jury Frankońskiej

Uwaga: jest to określenie używane niekiedy przez BfN, zastosowane tutaj do określenia zbiorczego terenów na południu Niemiec oraz częściowo we Francji i Szwajcarii, a wliczanych do Średniogórza właściwego przez Jerzego Kondrackiego, zaś wyłączanych przez geografów niemieckich.
Podział fizycznogeograficzny tego obszaru różni się znacząco w ujęciu polskim, niemieckim i francuskim. Jerzy Kondracki wyróżnia tu dwie podprowincje: Wyżyny Południowoniemieckie oraz Górną Nadrenię, w skład której wchodzi Nizina Górnoreńska oraz sąsiadujące masywy górskie. Tymczasem w ujęciu niemieckim rozróżnia się Basen Szwabsko-Frankoński (wliczając do niego Schwarzwald i Góry Hesko Frankońskie) od Niziny Górnoreńskiej i Progów Północnofrancuskich. Ujęcie francuskie jest tu dość podobne, z tym że zamiast tej ostatniej jednostki wydziela się Wogezy.
Basen Szwabsko-Frankoński (niem. Südwestdeutsches Stufenland), też Progi Szwabsko-Frankońskie – podprowincja istniejąca w ujęciu BfLR, definiowana także przez Komisję Standaryzacji Nazw Geograficznych Poza Granicami Rzeczypospolitej Polskiej.
W ujęciu J. Kondrackiego poniższe makroregiony składają się na podprowincję Wyżyny Południowoniemieckie (329):
Jura Szwabska (niem. Schwäbische Alb, 329.2) – rozciągnięty obszar wyżynno-górski w Badenii-Wirtembergii, którego najwyższe szczyty przekraczają 1000 m n.p.m. Od południa graniczy z Pogórzem Alpejskim, od którego oddziela go Dunaj.
Jura Frankońska (niem. Fränkische Alb, 329.3) – mająca charakter wyżynny kontynuacja Jury Szwabskiej w Bawarii, oddzielona od niej kraterem Nördlinger Ries pochodzenia meteorytowego.
Wyżyna Meńsko-Neckarska – makroregion (329.1) w ujęciu Jerzego Kondrackiego na terenie Bawarii i Badenii-Wirtembergii o charakterze pagórkowato-równinnym, rozdzielany w geografii niemieckiej na Szwabską Wyżynę Kajper-Lias (Schwäbisches Keuper-Lias-Land), Frankońską Wyżynę Kajper-Lias (Fränkisches Keuper-Lias-Land), Płytę Dolnofrankońską (Mainfränkische Platten), Płytę Neckarsko-Tauberską (Neckar- und Tauber-Gäuplatten).
Wzgórza Górnopalatynacko-Górnomeńskie (Oberpfälzisch-Obermainisches Hügelland) – makroregion nie wyróżniany przez J. Kondrackiego, oddziela Jurę Frankońską od Masywu Czeskiego.
Poniższe jednostki stanowią część Basenu Szwabsko-Frankońskiego które J. Kondracki włącza do podprowincji Nadrenia Górna (328):
Góry Hesko-Frankońskie (niem. Hessisch-Fränkisches Bergland lub Odenwald, Spessart und Südrhön, 328.6) – masyw wyżynno-górski na pograniczu Hesji, Bawarii i Badenii-Wirtembergii, który ogranicza Wyżynę Meńsko-Neckarską (w ujęciu niemieckim Wyżynę Meńsko-Tauberską) od północnego zachodu. W ujęciu J. Kondrackiego wliczane do Nadrenii Górnej i określane jako Odenwald.
Schwarzwald (328.5) – najwyższe po Alpach góry w Niemczech z kulminacją na Feldbergu (1493 m n.p.m.). Silnie zalesione, są znane z produkcji wiśniówki i drewnianych zegarów z kukułką. Na północy utworzono park narodowy. W ujęciu J. Kondrackiego wliczane do Nadrenii Górnej.
Dolina Górnego Renu (niem. Hochrheingebiet) – ciągnąca się wzdłuż granicy między Szwajcarią a Niemcami dolina łącząca jez. Bodeńskie z Bazyleą i Niziną Górnoreńską. W ujęciu J. Kondrackiego nie jest wyróżniana ze Schwarzwaldu.
W ujęciu J. Kondrackiego do Nadrenii Górnej wliczają się także makroregiony:
Nizina Górnoreńska (fr. Fossé rhénan, niem. Oberrheinische Tiefebene lub Oberrheingraben, 328.4) – płaski obszar podzielony między Francję, Niemcy i Szwajcarię powstały jako uskok tektoniczny jaki rozdziela Francję Hercyńską, Alpidy od Średniogórza.
Las Palatynacki (niem. Pfälzerwald, 328.2) i Wogezy Północne (fr. Vosges du Nord) – silnie zalesiony obszar gór niskich różnie nazywany po stronie niemieckiej i francuskiej, znany z formacji skalnych i zamków, niekiedy łączony z Wogezami właściwymi w jedną całość.
Pogórze Północnopalatynackie (niem. Saar-Nahe-Bergland, 328.1) – pagórkowaty obszar na północ od Lasu Palatynackiego i Kaiserslautern rozdziela Basen Paryski od Niziny Górnoreńskiej i Reńskich Gór Łupkowych.
Wogezy (fr. Vosges, 328.3) – góry we Francji rozdzielające Alzację od Lotaryngii, w ujęciu niemieckim i francuskim wyłączane z obszaru Średniogórza, stanowiąc odrębną podprowincję, niekiedy łączoną w całość z Wogezami Północnymi i Lasem Palatynackim.

## Ochrona Przyrody
W granicach Średniogórza powołano liczne formy ochrony przyrody, takie jak obszary Natura 2000, parki krajobrazowe, rezerwaty przyrody, czy parki narodowe. Fragmenty niektórych parków stanowią część międzynarodowego wpisu na listę światowego dziedzictwa przyrodniczego UNESCO „Pradawne i pierwotne lasy bukowe Karpat i innych regionów Europy”.

### Parki Narodowe na terenie Średniogórza Niemieckiego
Średniogórze Zachodnie:
Niemcy: Eifel, Harz, Hunsrück-Hochwald, Kellerwald-Edersee (UNESCO)
Średniogórze Wschodnie:
Niemcy: Hainich (UNESCO), Las Bawarski, Saska Szwajcaria
Czechy: Czeska Szwajcaria, Karkonoski, Podyi, Szumawa
Polska: Karkonoski, Gór Stołowych
Austria: Dolina Dyi
Średniogórze Południowoniemieckie:
Niemcy: Schwarzwald